# Snake Eyes
Snake Eyes is een misdaadfilm die geregisseerd is door Brian De Palma. De film, die in 1998 in première ging, was geschreven door David Koepp en De Palma. De film ging op 7 augustus 1998 in première in de Verenigde Staten, en had 73 miljoen dollar gekost. De wereldwijde opbrengst was 103 miljoen, er werd dus maar 55 miljoen aan de film terugverdiend. Dit kwam onder andere doordat de film door critici slecht werd beoordeeld.

## Verhaal
Een rechercheur van de Atlantic City politie, Rick Santoro (Nicolas Cage), gaat samen met zijn vriend en marinecommandant Kevin Dunne (Gary Sinise) naar een bokswedstrijd in de zwaargewichtklasse. Tijdens de wedstrijd bewaakt Dunne de minister van Defensie bij zijn stoel. Wanneer Dunne zich omdraait, wordt de minister vermoord. Nadat het stadion is afgesloten, heeft Santaro de leiding van het onderzoek. Het onderzoek gaat om drie verdachten: Julia Costello (Carla Gugino), die als een van de laatste personen contact heeft gehad met de minister; zwaargewicht Lincoln Tyler (Stan Shaw), die net de wedstrijd  heeft verloren; en ten slotte Kevin Dunne, die net voor het incident weg werd gehaald. Na allerlei bewijzen te hebben gevonden komt Santoro erachter dat het gaat om een ingewikkelde samenzwering, die hij moet oplossen om zijn vriend te helpen.

## Rolverdeling
| Acteur                | Personage             |
| --------------------- | --------------------- |
| Nicolas Cage          | Rick Santoro          |
| Kevin Dunn            | Lou Logan             |
| Joel Fabiani          | Charles Kirkland      |
| Carla Gugino          | Julia Costello        |
| Luis Guzmán           | Cyrus                 |
| John Heard            | Gilbert Powell        |
| David Anthony Higgins | Ned Campbell          |
| Michael Rispoli       | Jimmy George          |
| Stan Shaw             | Lincoln Tyler         |
| Gary Sinise           | Commander Kevin Dunne |
| Mike Starr            | Walt McGahn           |
| Tamara Tunie          | Anthea                |
| Chip Zien             | Mickey Alter          |

## Citaten
- Commander Kevin Dunne: How's Angela?; Ricky Santoro: Fat, fabulous, fantastic - I love her.; Dunne: How's the other one - what's her name? Candy?; Santoro: Oh, Monique? Skinny, mean, expensive - I *LOVE* her!
- Commander Kevin Dunne: Terri likes to talk to me during sex. Last night she called me from the hotel.

## Prijzen en nominaties
- Nicolas Cage kreeg in 1999 de Blockbuster Entertainment Award voor beste acteur.
- Carla Gugino was hierbij genomineerd voor beste vrouwelijke bijrol.
- Gary Sinise was hierbij genomineerd voor beste mannelijke bijrol.

## Trivia
- Will Smith zou de rol van Ricky Santoro eerst krijgen, maar hij kwam er met de studio niet uit wat hij ermee zou verdienen.
- De zin Here comes the pain werd eerder in een van De Palma's films gebruikt, namelijk in Carlito's Way.
- De echte burgemeester van Atlantic City, James Whelan, reikt aan het eind van de film de prijs uit aan de winnaar van de bokswedstrijd.